# Paul Raymond
Paul Martin Raymond (16. listopadu 1945 – 13. dubna 2019) byl anglický klávesista/kytarista, známý z působení ve skupinách UFO a Michael Schenker Group.

## Hudební kaiéra
Raymond začal svoji hudební kariéru v lednu 1964 jako jazzový hudebník. Později se připojil ke skupině Plastic Penny jako klávesista/zpěvák a později nahradil Christine McVie v britské bluesové skupině band Chicken Shack, když odešla za svou sólovou kariérou a později se přidala ke skupině Fleetwood Mac. Raymond se pak přidal ke skupině Savoy Brown. Spolupracoval na nahrávkách s bývalým kytaristou Fleetwood Mac Danny Kirwanem.
Ve skupině UFO v roce 1976 nahradil jejich prvního klávesistu Danny Peyronelho. Když v roce 1981 Michael Schenker odešel ze skupiny UFO, připojil se k Schenkerově skupině Michael Schenker Group a později v roce 1983 ke skupině baskytaristy UFO Pete Waye Waysted.
Paul Raymond zemřel na infarkt 13. dubna 2019, ve věku 73 let. V době jeho smrti skupina UFO odstartovala své poslední světové turné nazvané "Last Orders: 50th Anniversary".